# Simbabwische Cricket-Nationalmannschaft in Schottland in der Saison 2017
Die Tour der simbabwischen Cricket-Nationalmannschaft nach Schottland in der Saison 2017 fand vom 15. bis zum 17. Juni 2017 statt. Die internationale Cricket-Tour ist Bestandteil der Internationalen Cricket-Saison 2017 und umfasste zwei ODIs. Die Serie endete unentschieden 1–1.

## Vorgeschichte
Schottland spielte zuvor eine ODI-Serie gegen Namibia; für Simbabwe war es die erste Tour der Saison.
Es ist das erste Mal das die beiden Mannschaften eine Tour gegeneinander bestreiten. Bisher spielten die beide Mannschaften einen Twenty20-Spiel während der ICC World Twenty20 2016 in Indien.

## Stadien
Das folgende Stadion wurde für die Tour als Austragungsort vorgesehen.
| Stadt     | Land       | Stadion         | Kapazität | Spiele      |
| --------- | ---------- | --------------- | --------- | ----------- |
| Edinburgh | Schottland | The Grange Club | 3.000     | 1. & 2. ODI |

## Kaderlisten
Die Kader werden kurz vor Beginn der Tour bekanntgegeben.
| ODI | ODI |
| Schottland | Simbabwe |
| --- | --- |
| - Kyle Coetzer (K) - Richie Berrington - Matthew Cross (wk) - Josh Davey - Alasdair Evans - Con de Lange - Michael Leask - Calum MacLeod - Preston Mommsen - George Munsey - Safyaan Sharif - Chris Sole - Craig Wallace - Mark Watt | - Graeme Cremer (K) - Ryan Burl - Tendai Chatara - Chamu Chibhabha - Craig Ervine - Hamilton Masakadza - Solomon Mire - Peter Moor (wk) - Christopher Mpofu - Tarisai Musakanda - Richard Ngarava - Sikandar Raza - Donald Tiripano - Malcolm Waller - Sean Williams |

## One-Day Internationals

### Erstes ODI in Edinburgh
| 15. Juni Scorecard | Edinburgh | Schottland 317-6 (50)                       | – | Simbabwe 272 (41.4) |
|                    |           | Schottland gewinnt mit 26 Runs (D/L method) |   |                     |

### Zweites ODI in Edinburgh
| 17. Juni Scorecard | Edinburgh | Schottland 169 (42)            | – | Simbabwe 171-4 (37) |
|                    |           | Simbabwe gewinnt mit 6 Wickets |   |                     |